# Villiers-sous-Mortagne
Villiers-sous-Mortagne is een gemeente in het Franse departement Orne (regio Normandië) en telt 303 inwoners (1999). De plaats maakt deel uit van het arrondissement Mortagne-au-Perche.

## Geografie
De oppervlakte van Villiers-sous-Mortagne bedraagt 12,9 km², de bevolkingsdichtheid is 23,5 inwoners per km².
De onderstaande kaart toont de ligging van Villiers-sous-Mortagne met de belangrijkste infrastructuur en aangrenzende gemeenten.

## Demografie
Onderstaande figuur toont het verloop van het inwonertal (bron: INSEE-tellingen).